# Свєнти Станіслав (ґміна)
Ґміна Свєнти Станіслав — адміністративна субодиниця Коломийського повіту Станіславського воєводства. Утворена 1 серпня 1934 року згідно з розпорядженням Міністерства внутрішніх справ РП від 26 липня 1934 за підписом міністра Мар'яна Зиндрама-Косьцялковського під час адміністративної реформи. Село Святий Станіслав стало центром сільської ґміни Свєнти Станіслав.
Ґміна утворена з попередніх самоврядних сільських гмін Сєдліска Бредтгайм, Слобудка Лєсна, Свєнти Юзеф, Свєнти Станіслав.
У 1934 р. територія ґміни становила 69 км². Населення ґміни станом на 1931 рік становило 6 057 осіб. Налічувалось 1 235 житлових будинків.
Ґміна ліквідована в 1940 р. у зв’язку з утворенням Коршівського району.
Під час німецької окупації з липня 1941 р. до березня 1944 р. до ґміни додано зі ґміни Коршув села Фатовець і Велика Кам'янка, а центр ґміни перенесено до села Лісна Слобідка та відповідно перейменовано ґміну.
На 1.03.1943 населення ґміни становило 9 208 осіб..
Після зайняття території ґміни Червоною армією в 1944 р. ґміну ліквідовано і відновлений Коршівський район.